# أحداث القبائل
أحداث القبائل، أو «الربيع الأسود» (بالفرنسية: Printemps noir Kabylie)‏ كما يطلق عليه الناشطون الآمازيغ يطلق هذا المصطلح على المشادات العنيفة التي عرفتها منطقة القبائل بين قوات الأمن الجزائرية والمتظاهرين خلال الفترة الممتدة بين افريل 2001 م وافريل 2002 م، ونجم عن الأحداث أكثر من 126 وفاة و000 5 جريح و200 معوق مدى الحياة.[بحاجة لمصدر]

## التاريخ
- 2001 : انطلاق أحداث القبائل، أو ما يسمى بالربيع الأسود، إثر مقتل الشاب ماسينيسا قرماح على يد دركي.
- 2001 : مسيرة مليونية تنظمها حركة العروش من منطقة القبائل باتجاه الجزائر العاصمة.
- 2002 : المفاوضات الأولى بين الحكومة وحركة العروش، وتعديل الدستور والاعتراف بالأمازيغية كلغة وطنية.
- 2009 : إنشاء أول قناة ناطقة بالأمازيغية.

## تعامل السلطة مع الأحداث
في البداية كانت قوات الأمن والسلطات عاجزة أمام شكل جديد من المواجهات وكيفية تجهيز نفسها لمواجهة هذا النوع من الاحتجاجات، وبسرعة أصبح النظام متجاوزا من احتجاجات ذات طابع شعبي وسلمية، لكنها جوبهت بالقمع الذي عرفته منطقة القبائل والاحتجاز والاعتقالات التي مست العشرات من الشباب.

## وصلات خارجية
- هكذا اندلعت انتفاضة الربيع الأمازيغي في 20 افريل 1980
- تقرير Dzair TV عن ذكرى انتفاضة الربيع الأمازيغي 1980- 2014 بـ الجزائر  Algérie على يوتيوب.